# ウィリアム・エッジカム (第4代マウント・エッジカム伯爵)
第4代マウント・エッジカム伯爵ウィリアム・ヘンリー・エッジカム（英語: William Henry Edgcumbe, 4th Earl of Mount Edgcumbe, GCVO PC DL 1833年11月5日 - 1917年9月25日）は、イギリスの貴族、政治家、廷臣。1839年から1861年までは儀礼称号のヴァレトート子爵（Viscount Valletort）を名乗った。

## 略歴
第3代マウント・エッジカム伯爵アーネスト・エッジカム（当時はヴァレトート子爵を名乗る）とキャロライン・オーガスタ夫妻の息子として生まれる。1859年から1861年にかけてプリマス選挙区選出の庶民院議員を務めたが、父の死に伴い1861年からは貴族院議員となった。1879年に枢密顧問官に任じられる。第2次ディズレーリ内閣では宮内長官を、第1次及び第2次ソールズベリー侯爵内閣で王室家政長官を務める。
以降ヴィクトリア女王の侍従武官（Aide-de-Camp、1887年 - 1897年）、王太子の諮問委員（1901年 - 1917年）、コーンウォール公領王璽尚書（1907年 - 1917年）、コーンウォール統監（1877年 - 1917年）などを歴任した。1901年には、即位したばかりの新国王エドワード7世によって特別外交使節団の団長に任命される。この使節団はベルギー、イタリア、ヴュルテンベルク、バイエルン、オランダの各政府に即位を通告する使命を帯びていた。同年3月、ベルギーにて国王レオポルド2世からレオポルド勲章大綬章を与えられた。
エッジカムはフリーメイソンでもあり、プロヴィンシャル・グランド・ロッジのマスターを務めていた。

## 家族
1858年10月26日、最初の妻キャサリン・ハミルトン嬢（保守党の政治家初代アバコーン公爵ジェームズ・ハミルトンの四女）と結婚。4人の子供をもうける。
- ヴィクトリア・フレデリカ・キャロライン嬢（1859年 - 1920年）第6代ノーサンバーランド公爵アルジャーノン・パーシーの次男アルジャーノン・マルカム・アーサー・パーシー（英語版）と結婚。
- アルバータ・ルイーズ・フローレンス嬢（1861年 - 1941年3月25日）保守党の政治家第4代准男爵サー・ヘンリー・ロープス（英語版）（後の初代ロボロー男爵（英語版））と結婚。
- イーディス・ヒラリア嬢（1862年 - 1931年4月3日）第2代セント・レヴァン男爵ジョン・セント・オービンと結婚。
- ピアーズ（英語版）（1865年 - 1944年）陸軍軍人、第5代マウント・エッジカム伯爵

1874年3月に妻キャサリンに先立たれた。その後1906年4月21日にいとこのキャロライン・セシリア（ジョージ・エッジカム閣下の娘、第3代レイヴンスワース伯爵アソル・リデルの未亡人）と再婚した。彼女は1909年2月に亡くなった。